# Chlin Hüreli
Chlin Hüreli är en bergstopp i Schweiz.   Den ligger i regionen Viamala och kantonen Graubünden, i den sydöstra delen av landet, 170 km öster om huvudstaden Bern. Toppen på Chlin Hüreli är 2 789 meter över havet, eller 30 meter över den omgivande terrängen. Bredden vid basen är 0,11 km.
Terrängen runt Chlin Hüreli är bergig åt nordväst, men åt sydost är den kuperad. Runt Chlin Hüreli är det mycket glesbefolkat, med 3 invånare per kvadratkilometer.. Närmaste större samhälle är Savognin, 18,4 km norr om Chlin Hüreli. 
Trakten runt Chlin Hüreli består i huvudsak av gräsmarker.